# Trenčianske Bohuslavice
Trenčianske Bohuslavice (in ungherese Bogoszló) è un comune della Slovacchia facente parte del distretto di Nové Mesto nad Váhom, nella regione di Trenčín.